# Caraipa punctulata
Caraipa punctulata är en tvåhjärtbladig växtart som beskrevs av Adolpho Ducke. Caraipa punctulata ingår i släktet Caraipa och familjen Calophyllaceae. Inga underarter finns listade i Catalogue of Life.